# The Full Bug
The Full Bug (с англ. — «Полный Жук») — пятнадцатый в общем и четвёртый с альбома Diver Down сингл хард-рок группы Van Halen, выпущенный в мае 1982 года на лейбле Warner Bros..

## О сингле
Сингл достиг 42 позиции в чарте Hot Mainstream Rock Tracks.
Дэйв: «ты знаешь, когда у тебя есть таракан и они бегают вокруг дома и забираются в угол? Раньше у нас были такие ботинки, которые назывались Prfc — пуэрто-риканские скалолазы, понятно? И это было удачно названо, потому что если бы вы бежали от полиции или что у вас есть, и Вы были одеты в свои Prfc, вы могли бы врезаться в забор с мертвой точки, и ваша нога осталась бы внутри, и вы могли бы немедленно начать карабкаться, что было сутью всего спорта в любом случае. А ещё это были отличные туфли на случай, если таракан заберется в угол и ты больше не сможешь достать его ни ногой, ни метлой. Ты просто засовываешь палец в угол и бьешь изо всех сил. И если вы все сделали правильно, то получили полного жука. Так что этот сленг означает-баммм! — ты должен отдать ему все, что у тебя есть. Приложите максимум усилий, сделайте все возможное, получите полного жука.»
Эдди: «Дэйв играет на акустической гитаре и губной гармошке во вступлении к „The Full Bug“.- Мои реплики в середине — совсем другое дело. Я много чего делал с Алланом Холдсвортом, и он вдохновляет меня.»

## Список композиций
| №  | Название       | Длительность |
| -- | -------------- | ------------ |
| 1. | «The Full Bug» | 3:18         |

## Участники записи
- Алекс Ван Хален — ударные
- Эдди Ван Хален — электрогитара и акустическая гитара, бэк-вокал
- Майкл Энтони — бас-гитара, бэк-вокал
- Дэвид Ли Рот — вокал, губная гармонь на The Full Bug